# Myxus capensis
Myxus capensis és una espècie de peix de la família dels mugílids i de l'ordre dels mugiliformes.

## Morfologia
- Els mascles poden assolir 45 cm de longitud total.[1][2]

## Reproducció
És ovípar i els ous pelàgics.

## Alimentació
Menja algues bentòniques i invertebrats petits.

## Depredadors
És depredat per Argyrosomus hololepidotus.

## Hàbitat
És un peix de clima subtropical i demersal.

## Distribució geogràfica
Es troba a Sud-àfrica.

## Observacions
És inofensiu per als humans.